# Austerlitz (Zeist)
Austerlitz je vesnice v nizozemské provincii Utrecht, která je administrativní součástí města Zeist, vzdáleného od Austerlitzu necelé 4 km směrem na severozápad. V Austerlitzu a přilehlých lesních usedlostech bylo k 18. říjnu 2017 registrováno 1475 obyvatel.

## Geografická poloha
Austerlitz leží v nadmořské výšce kolem 12 metrů v lesnaté oblasti, zvané Utrechtse Heuvelrug, uprostřed západní části stejnojmenného národního parku, který byl založen v roce 2003 a o deset let později rozšířen na celkovou plochu 100 km². Zástavba vsi Austerlitz je vyjmuta z území národního parku a je hranicemi chráněné oblasti obklopena ze všech stran. Předmětem ochrany v národním parku je místní lesnatá krajina s písečnými dunami a vřesovišti. Metropole provincie Utrecht je od Austerlitzu vzdálena vzdušnou čarou zhruba 11 km směrem na západ.

## Historie
Založení nizozemského Austerlitzu je spojeno s velkým táborem francouzského vojska o počtu cca 18 000 mužů, zvaným Kamp van Utrecht, který v těchto místech v roce 1804 vybudoval Napoleonův generál Auguste de Marmont. Za vojskem se sem stahovali různí obchodníci a další civilní osoby a tak vznikl základ budoucí osady. Na jejím místě pak v roce 1806 oficiálně stvrdil vznik městečka Napoleonův bratr Ludvík Bonaparte, který byl jako Ludvík I. v letech 1806 – 1810 holandským králem. Městečko dostalo jméno Austerlitz na počest slavné (a pro Napoleona vítězné) bitvy tří císařů, která se uskutečnila 2. prosince 1805 u moravského Slavkova, tehdy známého pod německým jménem Austerlitz. Nizozemský Austerlitz si však nepodržel městská práva dlouho, neboť z Napoleonova rozhodnutí se již od 1. ledna 1812 stalo administrativní součástí města Zeist.

## Pamětihodnosti v okolí
- Národní park Utrechtse Heuvelrug

- Pyramide van Austerlitz – pyramida, vybudovaná Francouzi na oslavu Napoleonova vojenského tažení do střední Evropy (památník se nachází 2 km severovýchodně od Austerlitzu na katastrálním území obce Woudenbergs)
- Boswachterij Austerlitz – smíšený les (borovice, smrky, duby a buky) v okolí Austerlitzu, po odchodu Francouzů proměněný v hospodářský les s roztroušenými usedlostmi (vilami), rozdělený cestami a alejemi na pravidelné úseky. Součást národního parku Utrechtse Heuvelrug – Noord.

## Partnerská města
Partnerskými městy nizozemského Austerlitzu jsou:
- Slavkov u Brna, Česko

## Fotogalerie

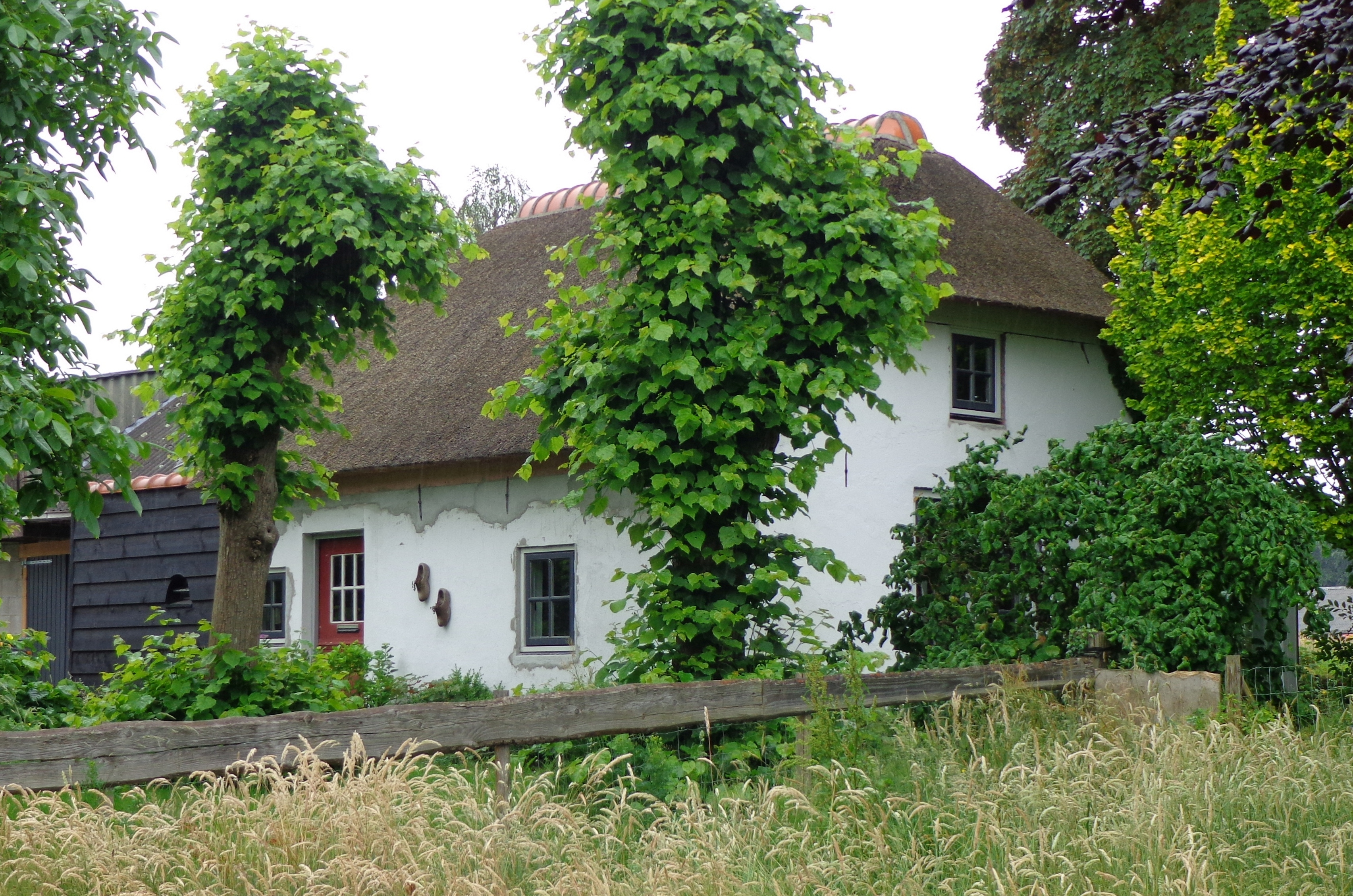
Památkově chráněný venkovský dům na ulici Weideweg č. 44
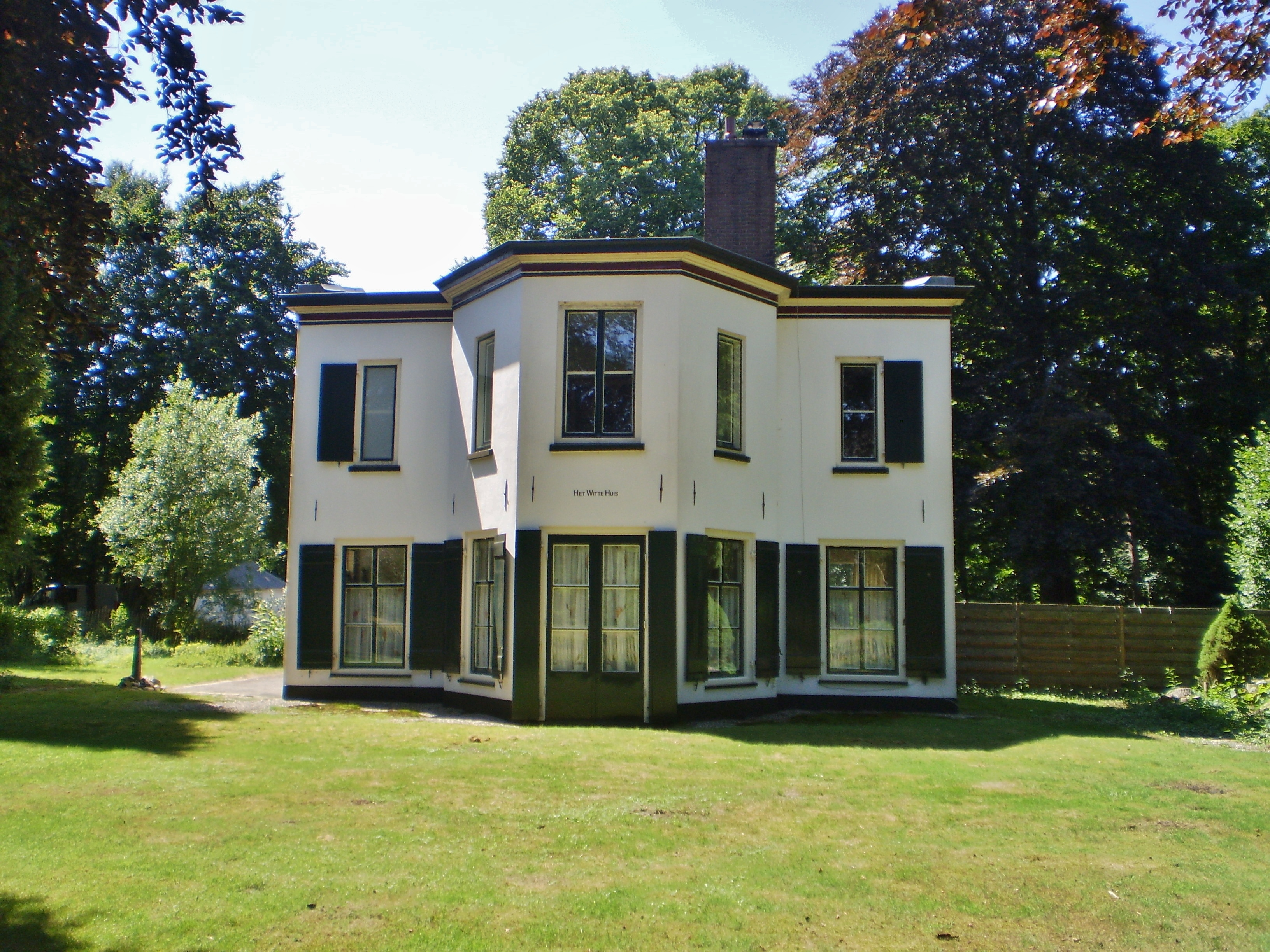
Vila Witte Huis (Bílý dům) v Boswachterij Austerlitz
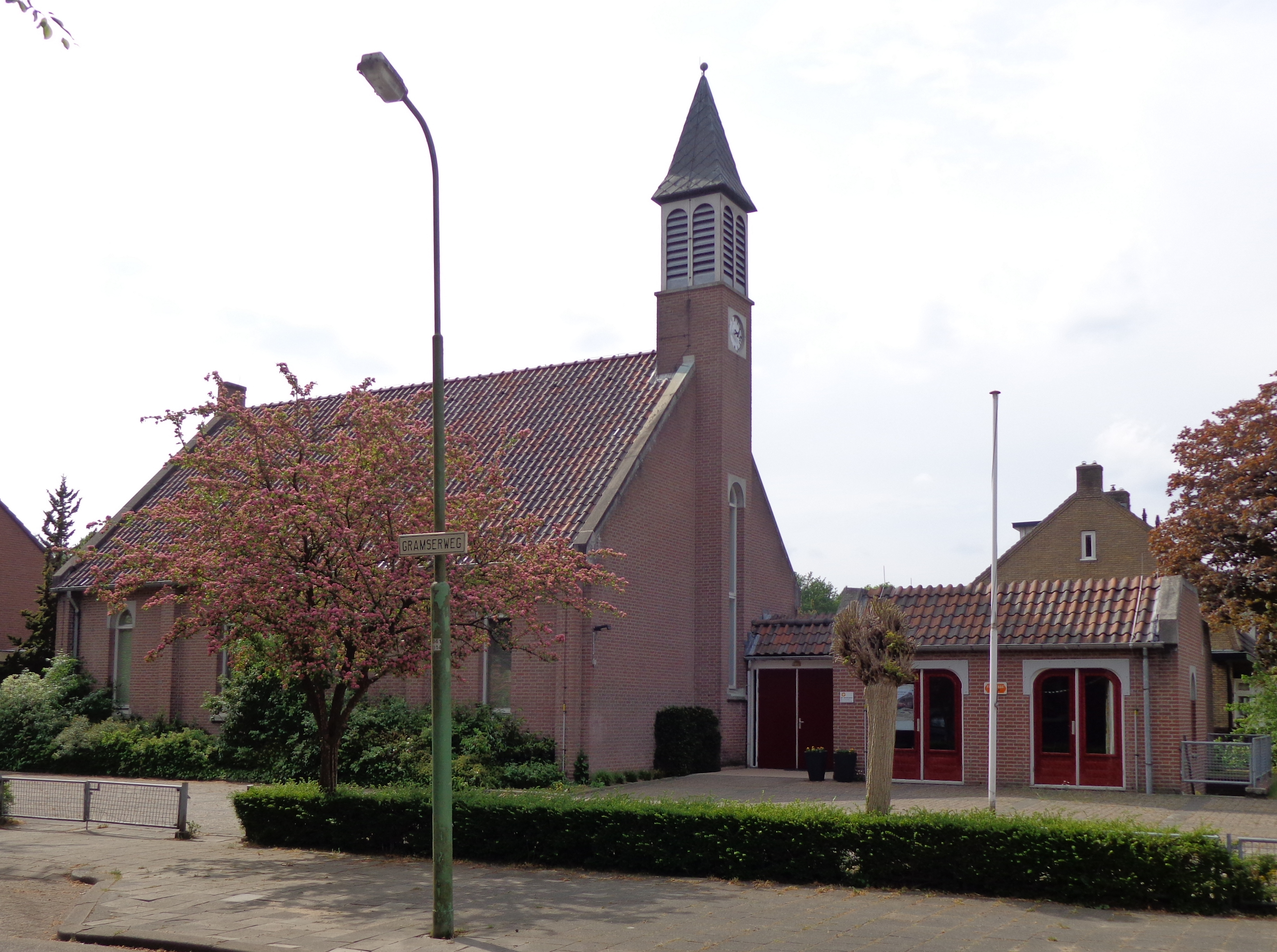
Kostel na ulici Gramserweg v Austerlitzu
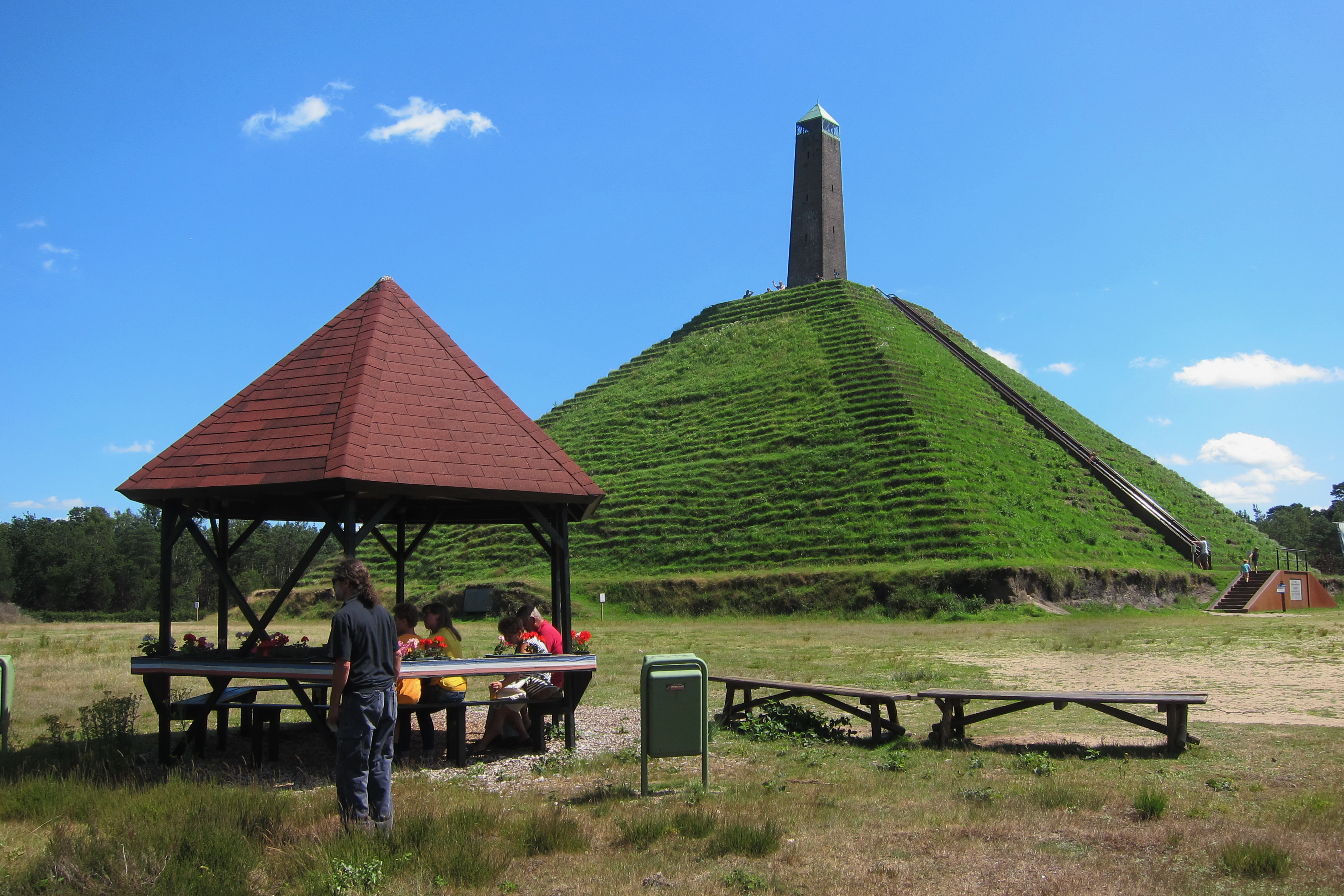
Pyramide van Austerlitz po úplném zrestaurování (stav v roce 2015)
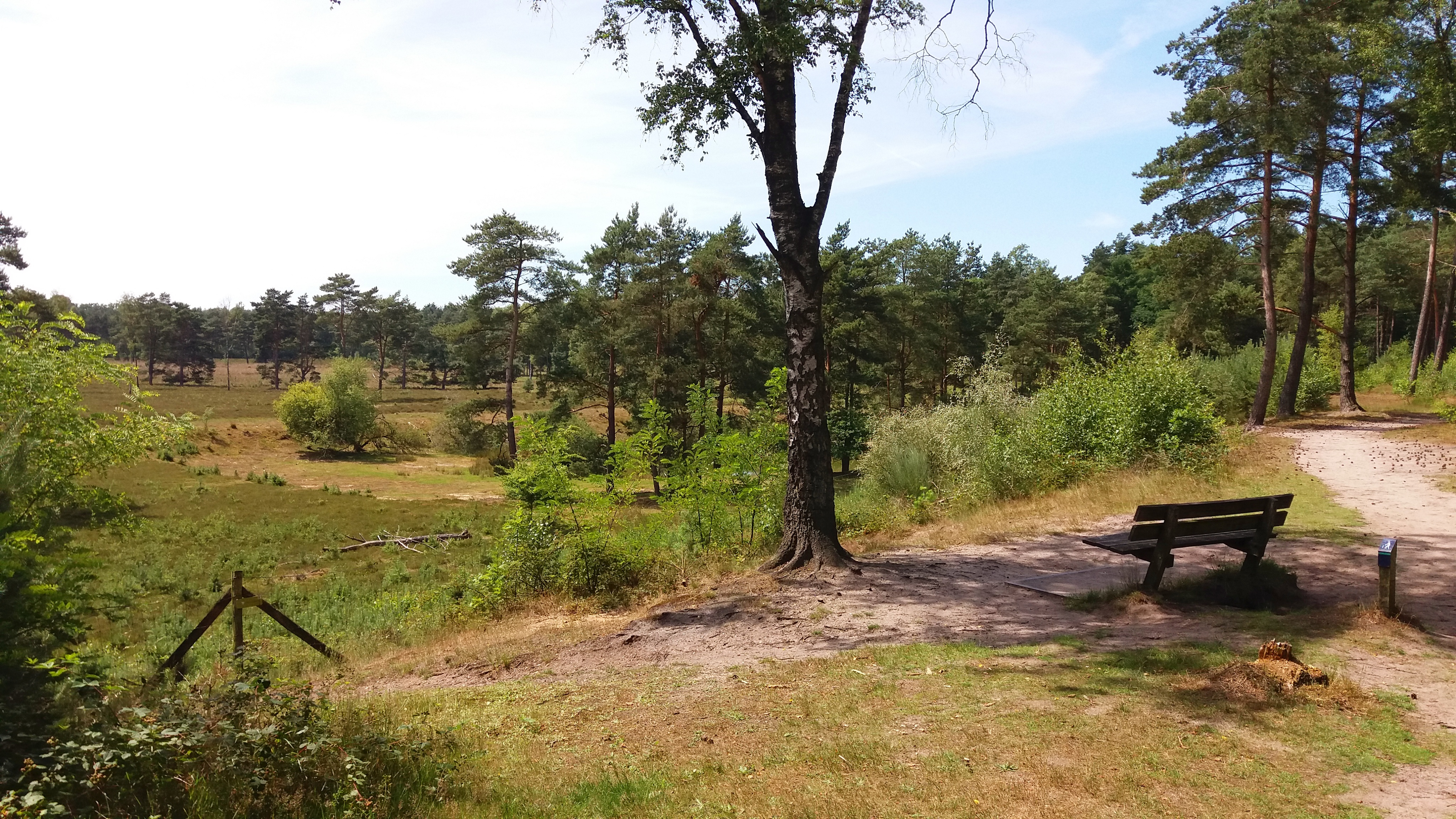
Juliusput v rezervaci De Krakeling v místech kozáckého ležení z roku 1813
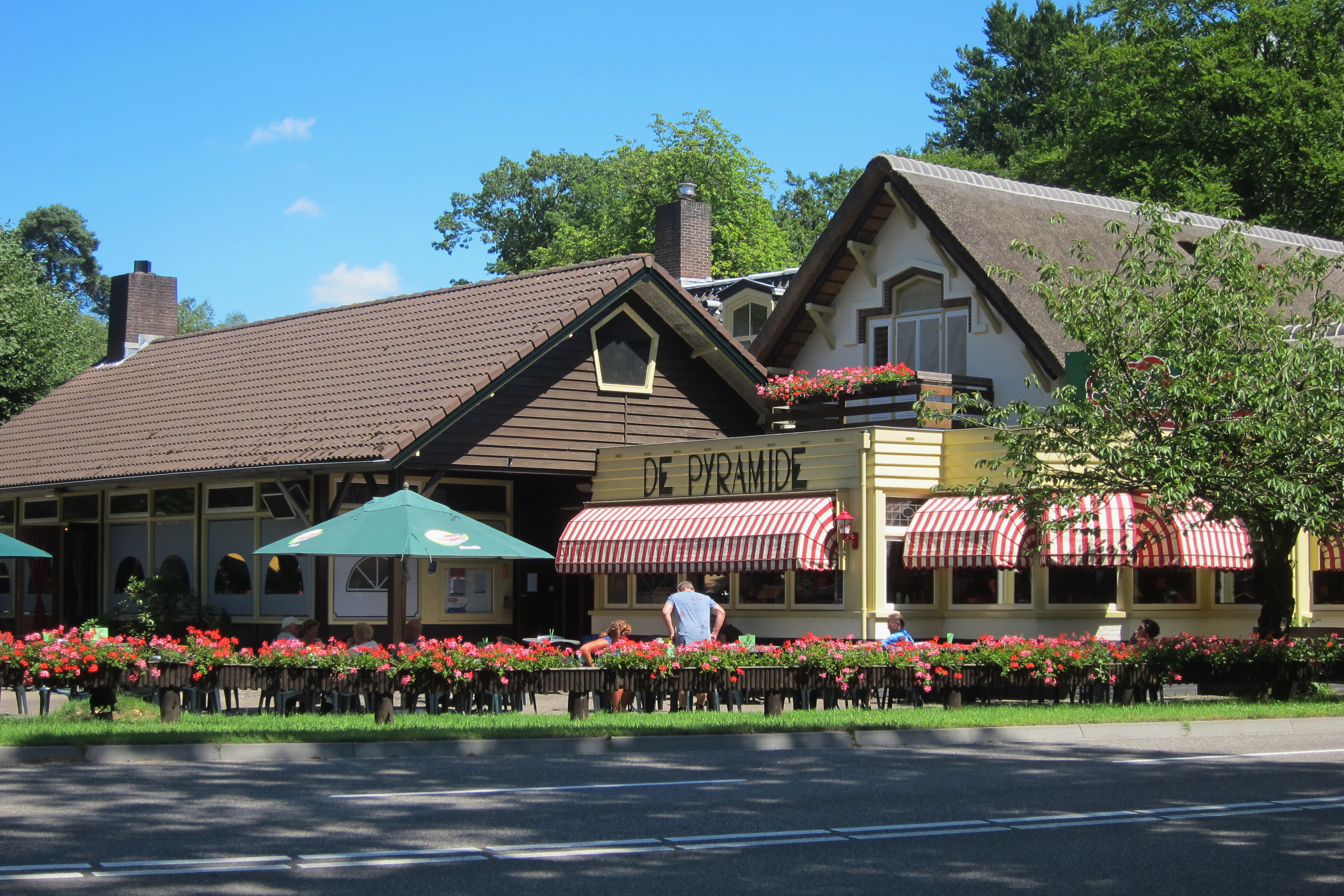
Výletní restaurace De Pyramide